# Henryk Sosnowski
Henryk Sosnowski (ur. 4 października 1938 w zaścianku Perkozy koło Trok, obecnie część miasta Troki, zm. w lutym 2019) – polski działacz społeczny działający na Litwie. Współzałożyciel i prezes Fundacji Kultury Polskiej na Litwie im. Józefa Montwiłła. 

## Życiorys
Po ukończeniu Trockiej Szkoły Średniej z polskim językiem wykładowym studiował najpierw przez dwa lata filologię polską i historię w Wileńskim Państwowym Instytucie Pedagogicznym (do 2019 Litewski Uniwersytet Edukologiczny, obecnie Akademia Oświaty Uniwersytetu Witolda Wielkiego), następnie historię i architekturę na Uniwersytecie Wileńskim. Studia przerwał z powodu służby wojskowej, w trakcie której wstąpił do Centralnej Szkoły Szybowcowo-Śmigłowcowej DOSAAF w Grabcewie pod Kaługą (190 km od Moskwy), którą ukończył w 1965 roku i rozpoczął pracę jako instruktor lotnictwa przygotowując kandydatów na studia wyższe w zakresie lotnictwa. Następnie od 1967 roku pracował jako instruktor pilotów lotnictwa cywilnego na lotnisku wileńskim. Od roku 1971 zaczął pracować w lotnictwie cywilnym. Po ukończeniu Uniwersytetu Lotnictwa (Awiacji) w Ulianowsku i odbyciu szkolenia w Wyższej Szkole Lotniczej w Kirowogradzie otrzymał uprawnienia kapitana załogi samolotów pasażerskich Jak-40, później zaś został kapitanem samolotów pasażerskich Tu-134. Przez 34 lata pracy nalatał bezawaryjnie 25 tys. godzin. Na emeryturę odszedł w 1988 roku.
Już na początku lat siedemdziesiątych zaangażował się w działalność społeczną na rzecz polskiej mniejszości na Litwie. W 1972 roku został prezesem młodzieżowego Zespołu Pieśni i Tańca „Wilenka”, założonego przez Władysława Korkucia i Helenę Rotkiewicz przy Szkole Średniej nr 19 (obecnie Gimnazjum im. Władysława Syrokomli) w Wilnie. W latach siedemdziesiątych XX w., według relacji Jana Andrzejewskiego, Sosnowski miał już inicjować pierwsze działania w kierunku ochrony polskich zabytków na Litwie. Na początku lat osiemdziesiątych XX w. odnalazł miejsce na wileńskim cmentarzu na Rossie, w którym znajdował się zniszczony po wojnie nagrobek Adama Piłsudskiego, młodszego brata Józefa, dzięki czemu można było w tym miejscu ustawić nowy nagrobek. W końcu lat osiemdziesiątych XX w., podobnie jak wielu innych Polaków mieszkających na Litwie, zaangażował się w działalność na rzecz odrodzenia polskiego na Litwie (ówcześnie ciągle jeszcze Litewskiej SRR). Był koordynatorem zakładania kół Stowarzyszenia Społeczno-Kulturalnego Polaków na Litwie w rejonie trockim. Natomiast w roku 1989 zainicjował powołanie Fundacji Kultury Polskiej na Litwie im. Józefa Montwiłła (FKPnL), której głównym celem była szeroko pojęta ochrona polskich zabytków pozostałych na terytorium Litwy. Poprzez osobę swojego patrona FKPnL nawiązywała także do tradycji Towarzystwa Przyjaciół Nauk (TPN) w Wilnie. Początkowo Sosnowskiemu udało się zdobyć dla Fundacji pomieszczenie w dawnym budynku TPN. Od roku 1996, Henryk Sosnowski prowadził nieskuteczną walkę o odzyskanie dla Fundacji tego budynku. Argumentem ku temu był fakt, że budynek został wybudowany za polskie pieniądze ówczesnych członków TPN, a także testament sporządzony przez Hilarego Łęskiego, założyciela i fundatora TPN w Wilnie. Zgodnie z tym dokumentem „po zaprzestaniu działalności Towarzystwa należące do niego mienie powinno być przekazane wyłącznie polskim naukowym lub kulturalnym instytucjom i działaczom sztuki”. Budynku nie udało się odzyskać, co więcej w 2012 roku, podczas remontu elewacji, doszło nawet do usunięcia z budynku polskiego napisu „Towarzystwo Przyjaciół Nauk”. Obecnie w dawnej siedzibie Towarzystwa znajduje się filia Litewskiego Narodowego Muzeum Sztuki - Muzeum Vytautasa Kasiulisa. 
Znaczącą pomocą w jego działalności na rzecz ochrony polskiego dziedzictwa na Litwie było powołanie go w 1990 roku do Państwowej Inspekcji Ochrony Dziedzictwa Kulturowego przy Sejmie RL jako inspektora ds. ochrony polskiego dziedzictwa kulturowego na Litwie. Wielokrotnie potrafił wykorzystywać uzyskany status urzędowy w walce o polskie zabytki. Najbardziej widocznym znakiem działalności, kierowanej przez Henryka Sosnowskiego, FKPnL jest szereg tablic pamiątkowych dla uczczenia wybitnych Polaków mieszkających w Wilnie i na Wileńszczyźnie. Między innymi Adama Mickiewicza, Józefa Ignacego Kraszewskiego, Józefa Zawadzkiego czy Franciszka Żwirki i Stanisława Wigury. W 2017 roku pojawił się pomysł władz miejskich Wilna, aby ujednolicić miejskie tablice pamiątkowe, co wzbudziło niepokój miejscowych Polaków, którzy już lata wcześniej mieli negatywne doświadczenia przy podobnych okazjach. Henryk Sosnowski bardzo występował w obronie elementów polskiego dziedzictwa na Litwie.  
Henryk Sosnowski był też członkiem Samorządowej Komisji ds. Nazw, Pomników i Tablic Pamiątkowych.
W ostatnich latach znalazł się w grupie osób, które 1 grudnia 2016 roku założyły przy Stowarzyszeniu Inżynierów i Techników Polskich na Litwie oraz Zrzeszeniu Inżynierów Sanitarno-Budowlanych, Klub Seniorów Inżynierów i Techników, w którym został członkiem Komisji Rewizyjnej. W 2004 został odznaczony Krzyżem Kawalerskim Orderu Zasługi Rzeczypospolitej Polskiej.
Zmarł w lutym 2019 roku.